# Melothria candolleana
Melothria candolleana är en gurkväxtart som beskrevs av Célestin Alfred Cogniaux. Melothria candolleana ingår i släktet Melothria och familjen gurkväxter. Inga underarter finns listade i Catalogue of Life.